# Kirchenkreis Meiningen
Der Kirchenkreis Meiningen ist ein Kirchenkreis der Evangelischen Kirche in Mitteldeutschland. Er gehörte bis zu dessen Auflösung zum Propstsprengel Meiningen-Suhl; seit 2022 gehört er zum Bischofssprengel Erfurt. In den 58 Gemeinden des Kirchenkreises leben mit Stand 31. Dezember 2023 17.059 evangelische Christen. Er hat damit einen Anteil von evangelisch-lutherischen Christen an der Gesamtbevölkerung von 27,4 %. Superintendentin des Kirchenkreises ist Beate Marwede. Sitz des Kirchenkreises ist Meiningen.

## Lage
Der Kirchenkreis Meiningen liegt im Südwesten von Thüringen und erstreckt sich vom Grabfeld über das Werratal bis zur Vorderrhön. Das Gebiet umfasst den Großteil vom Altkreis Meiningen, den südwestlichen Teil vom Landkreis Hildburghausen (Region Römhild) und als Exklave die Region Zella-Mehlis/Oberhof.

## Kirchenkreis
Der Kirchenkreis Meiningen besteht aus 16 Pfarrämtern (Kirchspielen) mit insgesamt 58 Kirchgemeinden. Unter den 67 im Kirchenkreis liegenden Kirchen befinden sich zahlreiche Kirchenburgen.
Pfarrämter
- Pfarramt Bettenhausen-Helmershausen mit sechs Gemeinden (Kirche Zum Heiligen Kreuz (Bettenhausen), Dorfkirche Gerthausen, Dom der Rhön (Helmershausen), Kirche Schafhausen (Erbenhausen), Marienkirche (Seeba), Dorfkirche Wohlmuthausen)
- Pfarramt Bibra mit sieben Gemeinden (Dorfkirche Bauerbach, St. Marien (Berkach), St. Leo (Bibra), Friedenskirche (Nordheim), St. Maria Margaretha (Rentwertshausen), Dorfkirche Schwickershausen, Dorfkirche Wölfershausen)
- Pfarramt Friedelshausen-Oepfershausen mit fünf Gemeinden (Dorfkirche Friedelshausen, Dorfkirche Hümpfershausen, Dorfkirche Kaltenlengsfeld, Kirche Oepfershausen, Dorfkirche Schwarzbach (Schwallungen))
- Pfarramt Hermannsfeld mit vier Gemeinden (St. Jakobus und Katharina (Henneberg), Kirche Hermannsfeld (Rhönblick), Dorfkirche Stedtlingen, St. Veit (Sülzfeld))
- Pfarramt Jüchsen mit drei Gemeinden (Dorfkirche Exdorf, Kapelle Obendorf, St. Peter und Paul (Jüchsen), Friedenskirche (Jüchsen), Dorfkirche Neubrunn)
- Pfarramt Meiningen
  - Kirchengemeinde Meiningen (Stadtkirche „Unserer lieben Frauen“)
  - Kirchengemeinde Dreißigacker
  - Kirchengemeinde Untermaßfeld
  - Kirche „Zum Heiligen Kreuz“
  - Kirche Helba
  - Dorfkirche Welkershausen
- Pfarramt Milz im Grabfeld mit zwei Gemeinden (Johanniskirche (Haina), St. Maria Magdalena (Milz), St. Antonius (Eicha), Dreifaltigkeitskirche (Hindfeld))
- Pfarramt Obermaßfeld-Vachdorf mit sieben Gemeinden (Kirche Belrieth, Kirche Einhausen, Dorfkirche Ellingshausen, St. Vitus (Leutersdorf), St. Stephan (Obermaßfeld-Grimmenthal), Kirche Ritschenhausen, Trinitatiskirche (Vachdorf))
- Pfarramt Queienfeld mit drei Gemeinden (Zur-Hilfe-Gottes-Kirche (Queienfeld), St. Petrus (Behrungen), Zur Krippe Christi (Westenfeld))
- Pfarramt Römhild mit drei Gemeinden (Stiftskirche (Römhild), St. Urban (Mendhausen), Zum Kripplein Jesu (Sülzdorf))
- Pfarramt Stepfershausen mit vier Gemeinden (Trinitatiskirche (Stepfershausen), Dorfkirche Geba, St.-Johannis-Kirche (Herpf), Dorfkirche Rippershausen)
- Pfarramt Unterkatz mit vier Gemeinden (Dorfkirche Unterkatz, Dorfkirche Oberkatz, Dorfkirche Solz, Dorfkirche Wahns)
- Pfarramt Walldorf–Metzels mit fünf Gemeinden (St. Nikolai (Metzels), Kirchenburg Walldorf, Dorfkirche Melkers, Kirchenburg Utendorf, Dorfkirche Wallbach)
- Pfarramt Wasungen mit zwei Gemeinden (St. Trinitatis (Wasungen), Zum Heiligen Kreuz (Mehmels))
- Pfarramt Zella-Mehlis/Oberhof mit zwei Gemeinden (St. Blasius (Zella-Mehlis), Magdalenenkirche (Zella-Mehlis), Christuskirche (Oberhof))

## Diakonische Arbeit
- Kirchenkreissozialarbeit
- Sozialwerk Meiningen
- Kindergarten „Kinderhaus Regenbogen“
- Kinder- und Jugenddorf Regenbogen
- Neue Arbeit Thüringen
- Diakonieverein Werratal

## Ausblick
Zum 1. Januar 2026 ist eine Fusion der vier Kirchenkreise Henneberger Land, Hildburghausen-Eisfeld, Meiningen und Sonneberg zum Kirchenkreis Südthüringen geplant.